# Steinstraße 26 (Korschenbroich)

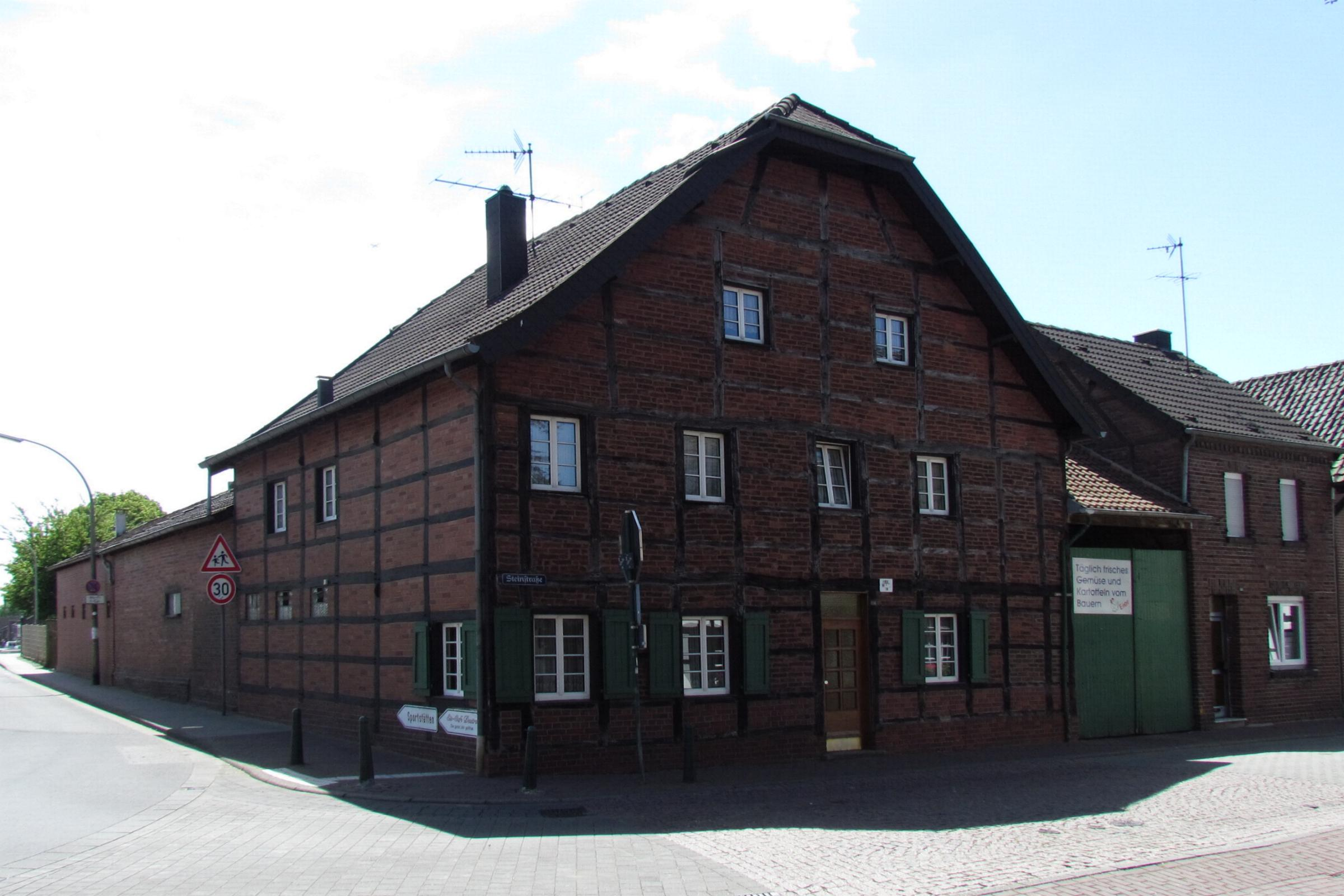
Fachwerk-Hofanlage

Das Fachwerkhaus Steinstraße 26 steht in Korschenbroich im Rhein-Kreis Neuss in Nordrhein-Westfalen.
Das Gebäude wurde 1738 erbaut und unter Nr. 175 am 14. Februar 1991 in die Liste der Baudenkmäler in Korschenbroich eingetragen.

## Architektur
Es handelt sich hier um eine ehemalige dreiflügelige Fachwerk-Hofanlage aus dem Jahre 1738. Das Wohnhaus ist zweigeschossig als Giebelhaus erstellt und mit einem Krüppelwalmdach versehen. Die Tür und die rückwärtigen Anbauten sind teilweise verändert.
Trotz dieser insgesamt geringfügigen Veränderungen hat diese Hofanlage ihr ursprüngliches Erscheinungsbild erhalten. Diese Hofanlage erfüllt die Voraussetzungen des § 2 DSchG NW zur Eintragung in die Denkmalliste. Sie ist bedeutend für die Geschichte des Menschen als kulturgeschichtliches Zeugnis der Arbeits- und Wohnverhältnisse im 18. Jahrhundert und für Städte und Siedlungen im ortsgeschichtlichen Sinne. Für deren Erhaltung und Nutzung liegen wissenschaftliche, hier architektur- und siedlungsgeschichtliche Gründe vor.